# Ventura Pons
Pour les articles homonymes, voir Pons.
Bonaventura Pons i Sala dit Ventura Pons, né le 25 juillet 1945 à Barcelone où il meurt le 8 janvier 2024, est un réalisateur de cinéma espagnol.

## Biographie

### Carrière
Son premier film, le documentaire Ocaña, retrat intermitent (1977), sur le peintre travesti José Pérez Ocaña, lui vaut d'être sélectionné au Festival de Cannes de 1978.
Depuis, il reste inconnu en dehors de l'Espagne, même s'il est parfois invité dans des festivals à l'étranger.
En 2001, il reçoit la médaille d'or du mérite des beaux-arts par le ministère de l'Éducation, de la Culture et des Sports, puis en 2007 la creu de Sant Jordi, distinction décernée par la Généralité de Catalogne.

### Vie privée
Ventura Pons meurt à Barcelone en Catalogne le 8 janvier 2024 à l'âge de 78 ans.

## Filmographie sélective
- 1981 : El vicari d'Olot
- 1986 : La Rossa del bar avec Loles León et Neus Asensi
- 1989 : Puta miseria avec Antonio Ferrandis
- 1993 : Rosita please! avec Joel Joan
- 1995 : El perquè de tot plegat, d'après un roman de Quim Monzó avec Lluís Homar, Anna Lizaran, Mercè Pons et Rossy de Palma
- 1996 : Actrices d'après la pièce de Josep Maria Benet i Jornet, avec Núria Espert, Rosa Maria Sardà, Anna Lizaran, Mercè Pons
- 1997 : Caresses d'après la pièce de Sergi Belbel, avec Julieta Serrano et Sergi López
- 1998 : Ami/amant (Amic/Amat) d'après la pièce de Josep Maria Benet i Jornet, avec Josep Maria Pou
- 2000 : Seconde Chance (Morir (o no)) d'après la pièce de Sergi Belbel, avec  Lluís Homar et Sergi López
- 2001 : Anita n'en fait qu'à sa tête (Anita no pierde el tren), avec José Coronado et Rosa Maria Sardà
- 2002 : Food of Love d'après le roman The Page Turner de David Leavitt
- 2004 : Amor idiota d'après le roman de Lluís-Anton Baulenas, avec Mercè Pons et Cayetana Guillén Cuervo
- 2009 : A la deriva (es) d'après le roman de Lluís-Anton Baulenas,